# Autovía Alcalá de Guadaíra-Carmona
La A-398 es una carretera perteneciente a la red básica de carreteras de Andalucía. Une las localidades de Alcalá de Guadaíra (A-92) con Carmona (A-4), bordeando por el norte a Mairena del Alcor y El Viso del Alcor. Antes del cambio de denominación de carreteras en Andalucía era la carretera A-392 que iba desde Dos Hermanas hasta Carmona
Entre 2006 y 2007 se desdobló la misma entre Alcalá de Guadaíra y Mairena del Alcor, así como fue construida la variante de doble calzada que evitó la peligrosa (debido a su tráfico intenso) travesía de más de 5 km entre Mairena del Alcor y El Viso del Alcor.

## Tramos
| Denominación | Tramo                                             | Año servicio / Estado (2025)     | km  |
| ------------ | ------------------------------------------------- | -------------------------------- | --- |
| A-398        | A-92 Alcalá de Guadaíra-Mairena del Alcor         | 2007                             | 5,5 |
| A-398        | Variante de Mairena del Alcor y El Viso del Alcor | 2007                             | 8,3 |
|              | El Viso del Alcor- A-4 Carmona                    | Pendiente de estudio informativo | 8   |

## Recorrido
El recorrido, de 21 kilómetros, tiene 15 km desdoblados y once rotondas. El límite de velocidad es de 80km/h en su totalidad.
| Velocidad | Esquema | Salida | Sentido Carmona                                                        | Sentido Alcalá                                                         | Carretera | Notas |
| --------- | ------- | ------ | ---------------------------------------------------------------------- | ---------------------------------------------------------------------- | --------- | ----- |
|           |         |        | Mairena del Alcor El Viso del Alcor Carmona                            | Continúa a Alcalá de Guadaíra y Dos Hermanas por A-392                 |           |       |
|           |         |        |                                                                        | Sevilla Polígono Industrial Polysol                                    | A-92      |       |
|           |         | 1      | Polígonos Industriales Vía de Servicio                                 | Polígonos Industriales Vía de Servicio                                 |           |       |
|           |         |        |                                                                        | Área de Servicio                                                       |           |       |
|           |         |        | Las Encinas Vía de Servicio                                            | Las Encinas Vía de Servicio                                            |           |       |
|           |         |        |                                                                        | Urbanización El Torreón                                                |           |       |
|           |         |        | El Torreón Vía de Servicio Urbanización San Blas                       | El Torreón Vía de Servicio Urbanización San Blas                       |           |       |
|           |         |        | Mairena del Alcor(oeste) Vía de Servicio Polígono Industrial de Gandul | Mairena del Alcor(oeste) Vía de Servicio Polígono Industrial de Gandul |           |       |
|           |         |        | Mairena del Alcor Torreblanca                                          | Mairena del Alcor Torreblanca                                          | A-8026    |       |
|           |         |        | Mairena del Alcor Brenes                                               | Mairena del Alcor Brenes                                               | A-8025    |       |
|           |         |        | El Viso del Alcor(oeste) Mairena del Alcor(este) Camino de servicio    | Mairena del Alcor(este) El Viso del Alcor(oeste) Camino de Servicio    |           |       |
|           |         |        | El Viso del Alcor Brenes                                               | El Viso del Alcor Brenes                                               |           |       |
|           |         |        | El Viso del Alcor Tocina                                               | El Viso del Alcor Tocina                                               | SE-3201   |       |
|           |         |        | Urb. Los Cerros del Alcor                                              | Urb. Los Cerros del Alcor                                              |           |       |
|           |         |        | El Viso del Alcor Polígono Industrial Poliviso                         | El Viso del Alcor Polígono Industrial Poliviso                         |           |       |
|           |         |        | Carmona                                                                | El Viso del Alcor Mairena del Alcor Alcalá de Guadaíra                 | A-398     |       |

*Esto significa que las unidades sin números son en kilómetros.